# یواس‌اس بلوگا (اس‌پی-۵۳۶)
یواس‌اس بلوگا (اس‌پی-۵۳۶) (به انگلیسی: USS Beluga (SP-536)) یک کشتی بود که طول آن ۷۳ فوت (۲۲ متر) بود. این کشتی در سال ۱۹۱۱ ساخته شد.